# Грицаенко, Николай Феофанович
Николай Феофанович Грицаенко (14 декабря 1918 года, Полтавская область — 1990 год) — командир отделения группы технической разведки искусственных сооружений 79-го отдельного строительного путевого батальона 5-й железнодорожной бригады, старший сержант.

## Биография
Родился 14 декабря 1918 года в городе Кременчуге Полтавской области Украины в семье железнодорожника. Украинец. Окончив семилетку, верный семейной традиции, поступил в Полтавский путейский техникум. После его окончания трудился техником 1-й дистанции пути Южной железной дороги — станция Ржава, в то время в Курской области.
В октябре 1939 года был призван в Красную Армию и направлен в железнодорожные войска. Служил на Дальнем Востоке. Прошел подготовку в учебном батальон, командиром которого был будущий Герой П. И. Коршунов. Продолжил службу в отдельном строительном путевом батальоне 5-й железнодорожной бригады полковника П. А. Кабанова командиром отделения.
В марте 1941 года бригады Особого корпуса железнодорожных войск курьерской скоростью были переброшены к западной границе: здесь нужно было срочно перешивать пути с западноевропейской на отечественную колею. В местечке Ходоров близ Львова и застала сержанта Грицаенко Великая Отечественная война.
5-я бригада с боями отходила на восток, преграждая врагу путь к Фастову, Киеву, Гусятину, Конотопу. Когда вражеские танки окружили командование и войска Юго-Западного фронта, 5-я бригада оказалась вне кольца, собралась в Полтаве, а потом вела заградительные работы по направлению к Харькову. В декабре 1941 года Грицаенко восстанавливал железнодорожный путь и мосты через реки Кшень и Тим. Работы выполнялись в суровых условиях морозной зимы, под бомбёжками и артобстрелом противника. Но бойцы трудились самоотверженно, и задачи, поставленные командованием, выполнялись установленные сроки, чем обеспечивалось курсирование нашего бронепоезда и подвоз всего необходимого для фронта. В тяжёлых условиях производилось техническое прикрытие таких крупных узлов, как Касторная, Грязи, Воронеж и других, где авиация агрессора старалась выводить из строя наши железнодорожные артерии. Николай Грицаенко уже был старшим сержантом и руководил своим отделением.
А осенью 1942 года бригада обеспечивала продвижение грузов и боевой техники к Сталинграду, отвечая за исправность участка Грязи — Поворино. Здесь старший сержант Грицаенко и перешёл в группу технической разведки искусственных сооружений. После завершения Сталинградской битвы началось освобождение нашей земли от захватчиков. Техническая разведка шла за наступающими войсками, а иногда и обгоняла их. Её задачей было определить характер, объёмы разрушений и способы восстановления пути, мостов и других сооружений. Поставленная командованием задача выполнялась качественно и в указанные сроки. О высшей награде Родины Николай узнал на станции Жердь в Белоруссии.
Указом Президиума Верховного Совета СССР от 5 ноября 1943 года «за особые заслуги в деле обеспечении перевозок для фронта и народного хозяйства и выдающиеся достижения в восстановлении железнодорожного хозяйства в трудных условиях военного времени» старшему сержанту Грицаенко Николаю Феофановичу присвоено звание Героя Социалистического Труда с вручением ордена Ленина и Золотой медали «Серп и Молот».
7 января 1944 года в Кремле М. И. Калинин вручил награды воинам-железнодорожникам П. И. Бакареву, И. Ф. Грицаенко, М. Е. Анникову, И. Я. Суку.
Потом был направлен на учёбу в Ленинградское ордена Ленина Краснознаменное училище военных сообщений имени М. В. Фрунзе, находящееся в Ярославле. Учитывая, что Грицаенко закончил железнодорожный техникум, его учили по индивидуальному плану и в августе 1944 года присвоили звание офицера. Он снова вернулся в свой 79-й батальон командиром взвода. С ним прошёл по Белоруссии, Польше и Германии. Последний день войны застал Н. Ф. Грицаенко под Берлином.
После окончания войны 5-я бригада была передислоцирована в город Серов, на Урал, — там она выполняла работы по строительству железнодорожных объектов. В апреле 1946 года молодой офицер был демобилизован.
Вернулся на родину. В июле 1946 года назначен мостовым мастером Полтавской дистанции пути. В марте 1951 года его откомандировали на 12-ю дистанцию пути в Кременчуг, откуда направили на учёбу в Харьковский институт инженеров транспорта. С августа 1955 года он трудился в Полтавском отделении Южной дороги инженером-путейцем. Неоднократно избирали в депутаты областного, городского и районного Советов депутатов трудящихся. В 1975 году ушел на заслуженный отдых. Жил в городе Полтаве. Скончался в 1990 году.
Награждён орденами Ленина, Трудового Красного Знамени,  Отечественной войны 2-й степени, Красной Звезды, медалями.